# Мерола, Вирджинио
Вирджинио Мерола (итал. Virginio Merola; род. 14 февраля 1955) — итальянский политик, мэр Болоньи (2011—2021).

## Биография
Родился 14 февраля 1955 года в Санта-Мария-Капуа-Ветере в провинции Казерта, с пятилетнего возраста жил в Болонье. Окончил местный университет по специальности «философия». Начал политическую карьеру в 1995 году, когда был избран председателем местного самоуправления болонского района Савена и сохранял этот пост в течение двух сроков полномочий. В 2004 году избран в коммунальный совет Болоньи и занял должность асессора по городскому развитию, отвечая за планирование городских территорий и зданий.
В 2008 году принял участие в учреждении Демократической партии. До вступления в ДП Мерола был членом Коммунистической партии, затем по мере партийных реорганизаций, начавшихся в 1991 году, переходил последовательно в Демократическую партию левых сил и к Левым демократам. После образования ДП он вступил в борьбу за выдвижение его кандидатуры от партии на выборах мэра, но в результате уступил Флавио Дельбоно, который был впоследствии избран мэром, но затем ушёл в вынужденную отставку и был на время заменён префектурным комиссаром.
Мерола занимал пост председателя провинциального совета Болоньи до 28 февраля 2011 года, когда ушёл в отставку и выставил свою кандидатуру на новых выборах мэра — предыдущий мэр Дельбоно покинул свой пост после громкого скандала, а его предполагаемый преемник Маурицио Чевенини не стал выставляться из-за проблем со здоровьем (ишемия). Победив в праймериз (его поддержали 58,35 % пришедших на голосование однопартийцев) Амелию Фраскароли из партии «Левые Экология Свобода» и ЛГБТ-активиста из ДП Бенедетто Заккироли, был выдвинут официальным кандидатом.
16 мая 2011 года в первом туре голосования избран мэром Болоньи от левоцентристской коалиции с результатом 50,46 %, при этом кандидат Лиги Севера Манес Бернардини получил поддержку только 30,35 % избирателей, а представитель Движения пяти звёзд Массимо Бугани — 9,5 %.
1 января 2015 года вступила в силу реформа административно-территориального деления Италии, в рамках которой провинция Болонья упразднена и заменена городской метрополией Болонья, объединяющей город и бывшую территорию провинции.
19 июня 2016 года Мерола избран мэром метрополии при поддержке коалиции во главе с Демократической партией, включающей Федерацию зелёных и несколько местных инициативных списков, получив во втором туре 54,6 % голосов избирателей и опередив кандидатку Лиги Севера Лучию Боргонцони.
3-4 октября 2021 года на очередных муниципальных выборах в Болонье победу одержал левоцентристский блок во главе с Маттео Лепоре (11 октября он вступил в должность мэра).

## Юридическое преследование
В 2014 году осуждён по обвинению в причинении материального ущерба государству по факту назначения главой аппарата мэрии Марко Ломбарделли, не имевшего высшего образования, которое необходимо для занятия данной должности. В августе 2017 года апелляционный суд подтвердил приговор, оценив размер ущерба в 30 тыс. евро, хотя прокуратура требовала признать таковым более 45 тыс. (суммарный объём выплаченной Ломбарделли зарплаты). 60 % должен выплатить Мерола, остальное — несколько других должностных лиц его администрации.